# Benedek Varju
Benedek Varju est un footballeur hongrois né le 21 mai 2001 à Győr. Il joue au poste défensif au MTK Budapest.

## Biographie

### En club
Arrivé lors de la saison 2017-2018 au MTK Budapest en provenance du Győri ETO FC, il joue son premier match le 15 avril 2018, contre le Kazincbarcikai SC en championnat. Il est entré en jeu à la 77' à la place d'András Schäfer. Le MTK remporte le match sur le score de 4-1.
Le 20 août 2019, il marque son premier but contre le FC Ajka, lors d'un match prolifique qui se termine sur le score de 4-4.

### En sélection
Avec les moins de 17 ans, il inscrit un but contre le Pays de Galles en octobre 2017. Ce match gagné 0-1 rentre dans le cadre des éliminatoires du championnat d'Europe des moins de 17 ans 2018.
Avec les espoirs, il participe au championnat d'Europe espoirs en 2021. Lors de cette compétition organisée en Hongrie et en Slovénie, il ne joue qu'une seule rencontre, face aux Pays-Bas. Avec un bilan catastrophique de trois défaites en trois matchs, onze buts encaissés et deux buts marqués, la Hongrie est éliminée dès le premier tour.